# 2676 Aarhus
2676 Aarhus (1933 QV) là một tiểu hành tinh vành đai chính được phát hiện ngày 25 tháng 8 năm 1933 bởi Karl Reinmuth ở Heidelberg. Nó được đặt theo tên a city ở Đan Mạch.